# Uwe Sauer
Uwe Sauer (* 30. August 1943 in Hamburg) ist ein ehemaliger Dressurreiter aus der Bundesrepublik Deutschland, der 1984 Olympiasieger wurde.

## Karriere
Uwe Sauer belegte mit Hirtentraum 1978 bei der Deutschen Meisterschaft den zweiten Platz hinter Reiner Klimke. 1979 erreichte er in der Einzelwertung den sechsten Platz bei den Europameisterschaften in Arhus, gehörte aber nicht zur deutschen Equipe, die den Titel in der Mannschaftsentscheidung gewann. Sauer und Hirtentraum gehörten zum Kader für die Olympischen Spiele 1980, konnten aber wegen des Olympiaboykotts der bundesdeutschen Mannschaft nicht in Moskau antreten. Bei der Ersatzveranstaltung im englischen Goodwood belegte Sauer den vierten Platz in der Einzelwertung und gewann mit der deutschen Equipe.
1983 trat Sauer mit seinem neuen Pferd Montevideo bei den Europameisterschaften in Aachen an. In der Einzelwertung belegte er den dritten Platz hinter der Dänin Anne Grethe Jensen und Reiner Klimke. In der Mannschaftswertung siegte die deutsche Equipe mit Reiner Klimke, Uwe Sauer, Uwe Schulten-Baumer jun. und Herbert Krug vor der dänischen Equipe. 1984 belegten Sauer und Montevideo hinter Reiner Klimke den zweiten Platz bei der Deutschen Meisterschaft. Bei den Olympischen Spielen 1984 belegte Sauer einen geteilten sechsten Platz in der Einzelwertung, zusammen mit Reiner Klimke und Herbert Krug siegte er in der Mannschaftswertung. Nachdem Sauer und Montevideo 1985 abermals den zweiten Platz hinter Reiner Klimke bei der Deutschen Meisterschaft belegt hatten, gehörten sie auch zum deutschen Aufgebot bei den Europameisterschaften in Kopenhagen. Klimke und Sauer gewannen zusammen mit Tilmann Meyer zu Erpen und Uwe Schulten-Baumer jun. den Mannschaftstitel.
Uwe Sauer startete für den Hamburg-Wentorfer Reiterverein, er betreibt einen Reiterhof in Seeth-Ekholt.

## Kuriosum
In der Olympiamannschaft der Bundesrepublik Deutschland standen 1984 zwei Sportler namens Uwe Sauer, außer dem Reiter auch der Basketballspieler Uwe Sauer.